# Vladimir Bassarguine
Pour les articles homonymes, voir Bassarguine.
Vladimir Grigorievitch Bassarguine (en russe : Владимир Григорьевич Басаргин), né le 17 juin 1838 à Saint-Pétersbourg et mort le 16 avril 1893, est un vitse-admiral et un géographe russe.

## Biographie
Né dans une famille d'officiers de marine appartenant à une vieille famille de la noblesse russe déjà connue au XVIe siècle, les Bassarguine, son père est Grigori Bassarguine.

### Carrière militaire

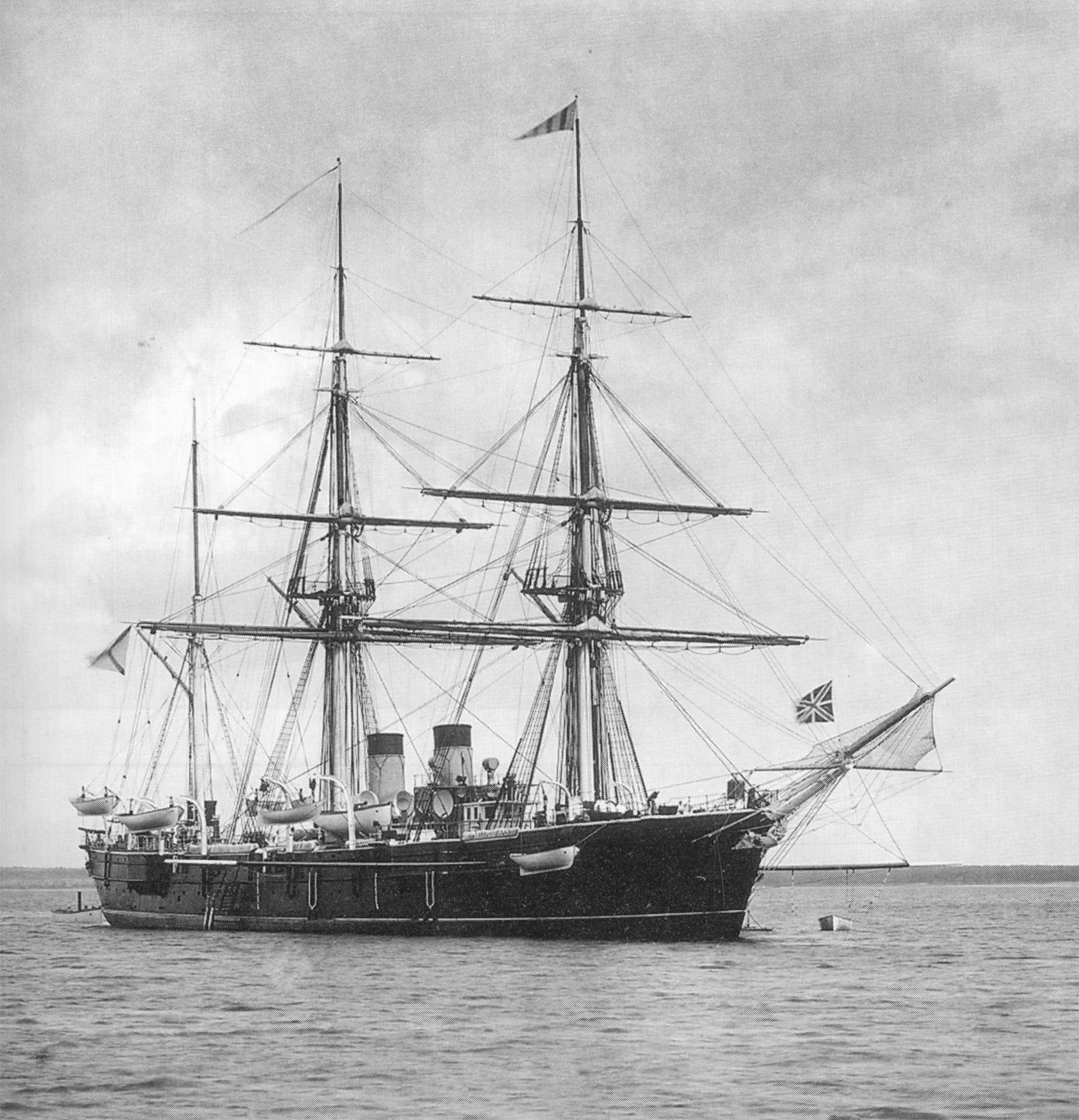
Corvette «Rynda»

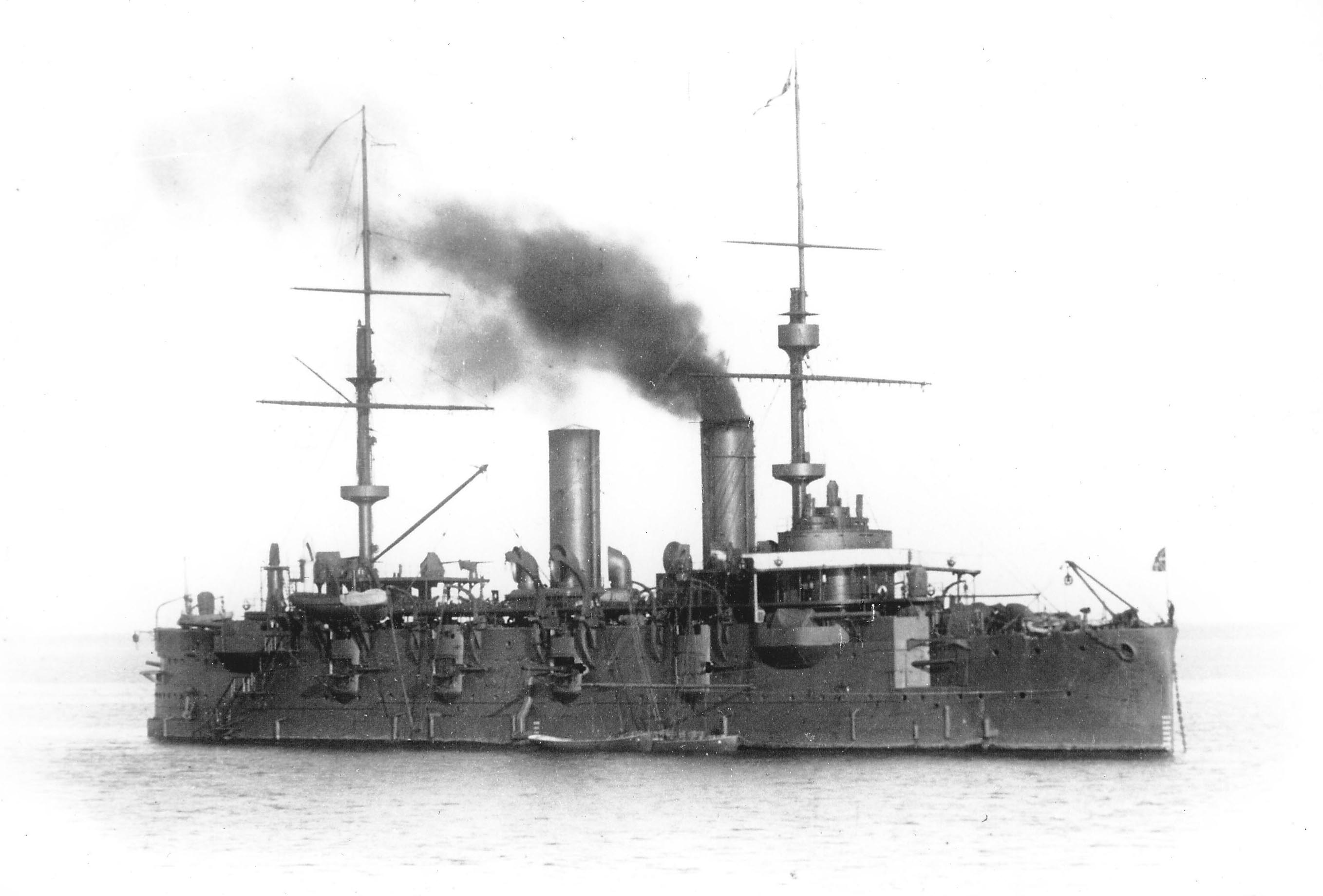
Le cuirassé Piotr Veliki

Valdimir Bassarguine étudie à l'École du Corps naval des Cadets, d'où il sort, le 13 septembre 1853, avec le grade de garde-marine (rang de la Marine impériale de Russie en vigueur de 1716 à 1917). En 1854, il prend part à la défense de Kronstadt. Avec le grade d'aspirant de marine, le 4 mai 1855, il reçoit son affectation pour servir dans la Flotte de la mer Baltique. En 1857, à bord de la corvette Udav, il appareille de Kronstadt pour se rendre en mer Noire. De 1858 à 1860, à bord de la corvette Rynda (mise en service en 1886 - le 8 mai 1917 prit le nom de Libérateur - mise au rebut le 12 mai 1922 - l'un des premiers bateaux à coque en acier) placée sous le commandement du capitaine Alexandre Nikolaïevitch Andreïev, il entreprend un voyage aller-retour de Kronstadt en Extrême-Orient. Pour ses excellents états de service, Vladimir Bassarguine est promu lieutenant de marine le 17 octobre 1860.

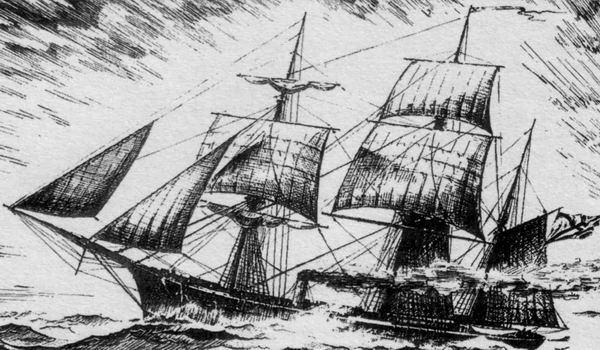
Corvette « Novik »

En 1861, à bord de la corvette Novik (mise en service 1856 - coulée le 14 septembre 1863), Vladimir Bassarguine participe à une expédition sur l'Océan Pacifique. Le 12 août 1862, il effectue un voyage d'études hydrographiques dans la partie Nord-Ouest de la baie de Pierre le Grand) (expédition Bakhina). Le 21 novembre 1862, il est nommé commandant de bord de la corvette Rynda. En 1863, à San Francisco, il se joint à la flotte du Pacifique placée sous le commandement du kontr-admiral Andreï Alexandrovitch Popov (en) (1821-1898) et navigue au large de la côte occidentale de l'Amérique du Nord. Sur sa route, il fait escale à Arkhangelsk et étudie la rivière Stikine située dans le détroit Frederik. Du 15 mars au 25 octobre 1864, il effectue son voyage de retour vers le port de Revel.
Le 1er janvier 1865, Vladimir Bassarguine est élevé au grade de capitaine poroutchik de la Flotte de la Baltique.
De 1867 à 1877, Vladimir Bassarguine exerce le commandement à bord de la frégate Prince Pojarski. Le 1er janvier 1872, il est promu capitaine deuxième rang (équivalent au grade lieutenant dans l'armée de l'air et l'infanterie). De 1873 à 1875, il participe à une expédition en Méditerranée. Le 1er janvier 1877, il est élevé au grade de capitaine premier rang (équivalent au grade de colonel dans l'infanterie et dans l'armée de l'air).
Le 24 novembre 1880, Vladimir Bassarguine est nommé au poste de commandant du cuirassé Pierre le Grand (Piotr Veliki - Пётр Великий - mis en service le 14 octobre 1876 - mis au rebut en 1917 - démantelé). Le 25 avril 1883, il est nommé commandant du croiseur blindé Dmitry Donskoï (mis en service en 1885 - coulé le 27 mai 1904).
Le 15 mars 1885, Vladimir Bassarguine est nommé à la tête d'un détachement d'artillerie de la Flotte de la mer Baltique. Le 1er janvier 1886, il est promu kontr-admiral. Le 26 février 1886, Vladimir Bassarguine est admis dans la suite de Sa Majesté Impériale Alexandre III de Russie.
De 1880 à 1891, Vladimir Bassarguine accompagne le tsarévitch Nicolas Alexandrovitch de Russie (futur Nicolas II de Russie) dans son voyage qui l'amène de Trieste en Extrême-Orient puis accompagne l'héritier du trône de Russie, parti de Vladivostok, et traverse la Sibérie pour atteindre Saint-Pétersbourg.
Le 1er janvier 1892, Vladimir Bassarguine est promu vitse-admiral et adjudant-général.
En 1892, Vladimir Bassarguine accompagne la famille impériale dans son voyage en mer Baltique et en Crimée.

### Décès et inhumation
Au cours de son séjour à Yalta, Vladimir Bassarguine prend froid et décède le 16 avril 1893. Il est inhumé à Saint-Pétersbourg.

## À noter
Un membre de sa famille, Nikolaï Bassarguine, un Décembriste, fut condamné à l'exil.

## Distinctions
- 1878 : Ordre de Saint-Vladimir (quatrième classe)
- 1889 : Ordre de Saint-Stanislas (première classe)
- 1893 : Ordre de Sainte-Anne (première classe)

## Lieux portant son nom
- Cap Basargin[2]
- Péninsule Basargin : Située dans les Caraïbes orientales[3]
- Mont Basarguin : Située en Alaska, nommé par le navigateur Hunter en 1877. Sommet culminant à 652,88 mètres situé à 19,3 kilomètres de la ville de Wrangel[4].

## Sources
- Russie Biographical Dictionary
- История Приморья в фотографиях и лицах (фото)